# Long Island Rough Riders
El Long Island Rough Riders es un equipo de fútbol de los Estados Unidos que juega en la USL League Two, la cuarta liga de fútbol más importante del país.

## Historia
Fue fundado en el año 1994 en la ciudad de South Huntington y jugó sus primeras temporadas en la desaparecida USISL (tercera división), en donde estuvieron sus primeros tres años y lograron u título de liga y tres de división.
En 1997 pasaron a jugar en otra liga desaparecida, la USISL A-League, la que era en esos años la segunda división de los Estados Unidos y en la que jugó 5 temporadas en las que consiguió un título divisional.
En el 2002 volvieron al tercer nivel, en la USL, donde consiguieron un título de liga y dos títulos divisionales hasta que decidieron en el 2007 bajar al nivel amateur y formar parte de la antiguamente conocida USL Premier Development League, donde han conseguido un título divisional y alcanzar la semifinal nacional en 2011.

## Palmarés

### USL
- PDL Conferencia del Este: 1

2011
- PDL Mid Atlantic Division: 1

2011
- Pro Conferencia Atlántico: 1

2003
- USL D-3 Pro League: 1

2002
- D-3 Conferencia del Atlántico: 1

2002
- Conferencia Noreste A-League: 1

2000

### USISL
- Pro League: 1

1995
- Select League North Atlantic Conference: 1

1996
- Pro League Coastal Conference: 1

1995
- Conferencia Noreste: 1

1994

## Estadios
- Mitchel Athletic Complex; Uniondale, New York (2003-2006)
- Citibank Park; Central Islip, New York, 2 juegos (2003)
- Estadio de la Stony Brook University; Stony Brook, New York, 4 juegos (2005-2006)
- Michael Tully Field; New Hyde Park, New York (2007-2008)
- Belson Stadium; Jamaica, New York, 1 juego (2007)
- Cy Donnelly Stadium at St. Anthony's High School; South Huntington, New York (2009–)
- Estadio de la MacArthur High School; Levittown, New York, 2 juegos (2010-2011)

## Entrenadores
- Alfonso Mondelo (1994-1996)
- Paul Riley (1997-2003)
- Ronan Wiseman (2004-2005)
- Flavio Ferri (2006)
- Dan Fisher (2007-2009)
- Paul Roderick (2010–)

## Jugadores

### Jugadores destacados
| - Gary Ablett - Chris Aloisi - Chris Armas - Edgar Bartolomeu - Michael Behonick - Edson Buddle - Wilmer Cabrera - Matt Chulis - Jordan Cila - Sam Craven - John Diffley | - Mike Grella - Alex Grendi - Andrew Herman - Steve Jolley - Darko Kolić - Luke Magill - Laurent Manuel - Richard Martínez - Saúl Martínez - Neil McNab - Chris Megaloudis | - Óscar Mejía - Tony Meola - Carlos Mendes - Mo Oduor - Paul Robson - Jim Rooney - Giovanni Savarese - Gary Sullivan - John Wolyniec - Jeff Zaun |

### Equipo 2019
|actualización=2 de junio del 2014|url plantilla=https://web.archive.org/web/20141019090444/http://www.uslsoccer.com/teams/2013/22341.html#ROS%7C%7C.